# Framom främsta linjen
Framom främsta linjen är en finlandssvensk film från 2004. Filmen baserar sig på dagböcker nerskrivna av vissa av de män som ledda av den legendariske Harry Järv tjänade i det sextioförsta infanteriregementet (IR 61) på Karelska näset under fortsättningskriget.
Framom främsta linjen är den första krigsfilm som gjorts på svenska i Finland.[källa behövs] Filmen hade premiär i Finland 5 mars 2004 och i Sverige 2 april 2004.

## Handling
Filmen berättar om fortsättningskriget mellan Sovjetunionen och Finland och utspelas 1942–1944. Svenskspråkiga Infanteriregemente 61 får delta i striderna i Östkarelen. Under sommaren 1944 omgrupperas regementet till Karelska näset där de bekämpar det sovjetiska anfallet vid Tienhaara nordväst om Viborg.

## Rollista
- Tobias Zilliacus – fänrik Harry Järv
- Ilkka Heiskanen – överstelöjtnant/överste Alpo Marttinen
- Christoffer Westerlund – Allan Finholm
- Kim Gustafsson – Björk
- Martin Bahne – Lindblad
- Carl-Gustaf Wentzel – Forss
- Jan-Christian Söderholm – Helén
- Sampo Sarkola – Kaustinen
- Johan Rönneholm – Händig
- Joachim Thibblin – Bertel Söderman
- Oskar Silén – Mattas
- Paavo Kerosuo – Bror Östman
- Patrick Henriksen – Rosenlöf
- Peter Kanerva – Olof Fagerström
- Jan Korander – Löfman
- Anders Nordlund – Bergroth
- Asko Sarkola – Gustaf Mannerheim
- Hans Henriksson – Hedengren
- Niklas Åkerfelt – Joffs
- Sixten Stjernberg – militärpastor Högström
- Carl-Kristian Rundman – Taxell
- Christian Sandström – Lillandt
- Heikki Törmi – Lagerbohm
- Mika Fagerudd – major Holmberg
- Benjamin Laustiola – Mangs
- Riko Eklundh – kapten Renvall
- Lars Svedberg – rektor Krook
- Magnus Roosmann – Wennberg
- Frank Skog – Stenbäck
- Ivar Hellberg – Kungurtsev
- Jevgeni Haukka – Smirnov

## Produktion
Den 3 december 2000 berättade regissören Åke Lindman i Savon Sanomat att han sedan 1970-talet haft tanken på att göra en film om de fjärrpatruller som försvarade Finland under fortsättningskriget. Själva ramhistorien hade under årens lopp förändrats för att till slut landa på Infanteriregemente 61 som bestod av finlandssvenskar från Österbotten förlagda söder om floden Svir under åren 1942–1943.
Tre veteraner, däribland Harry Järv , som tjänstgjorde i Infanteriregemente 61 var på plats som experter vid inspelningen.
Uppföljaren Tali-Ihantala 1944 var redan planerad sedan förberedelsefasen av den första filmen. Filmen skulle fokusera på slaget vid Tali-Ihantala och den avgörande krigssegern där i juni-juli 1944. För att stödja båda filmerna grundades Stödföreningen för filmerna Från Svir till Näset, som stöddes av en delegation av finska veteranföreningar. Det samlades även in pengar från Sverige.

## Mottagande
Framom främsta linjen valdes till årets bästa krigsfilm vid S:t Michels krigsfilmdagar. På bio sågs filmen av 93 576 personer i Finland och var den åttonde mest sedda av de inhemska produktionerna 2004. I Sverige fick Framom främsta linjen också biografdistribution i två exemplar där den sågs av 16 380 biobesökare.